# プルミリオー
プルミリオー （Ploumilliau、ブルトン語:Plouilio）は、フランス、ブルターニュ地域圏、コート＝ダルモール県のコミューン。

## 地理
県西部にあり、フィニステール県境およびイギリス海峡に近い。ランニオンの南西約10kmのところにある。プルミリオーは北部でわずかながら海と接している。

## 歴史
プルミリオーは、plouというブルトン語で教区を示す名称のとおり、かつて教区であった。そして後半のmilliauは、人名のMéliau（6世紀のコルヌアイユ王メリオー）に由来する。
クランディのメンヒル、サン・ジャンとケルレラリーにある鉄器時代の地下遺構、ルドゥルにあるローマ時代の防衛設備跡は、プルミリオーに古代から人が定住していたことを証明している。
トレギエ司教区の教区は、その存在について4世紀後半に初めて言及されている。1160年に記された特許状台帳、そして1182年に作成されたブルターニュにおける聖ヨハネ騎士団の財産目録およびテンプル騎士団の財産目録の中にプルミリオーの名は現れていないが、こうした騎士修道会は教区内の数箇所に存在していた。
教区がコミューンとなったのは1790年代初頭である。

## 人口統計
| 1962年 | 1968年 | 1975年 | 1982年 | 1990年 | 1999年 | 2006年 | 2011年 |
| ------ | ------ | ------ | ------ | ------ | ------ | ------ | ------ |
| 1772   | 1735   | 1865   | 2100   | 2223   | 2173   | 2449   | 2515   |

参照元:1999年までEHESS、2004年以降INSEE

## 史跡
- サン・ミリオー教会 - 16世紀。5世紀、アイルランド出身の司教である聖ミリオー（fr）[4]を教区の守護聖人として崇敬する。彼が上陸したトレブルダン沖のミリオー島の名は彼にちなむ。ロケモーの町には彼の庵があった。内部にはブルターニュ民話に登場する死神アンクー（fr）の像、キリスト受難を描いた衝立がある[5]。

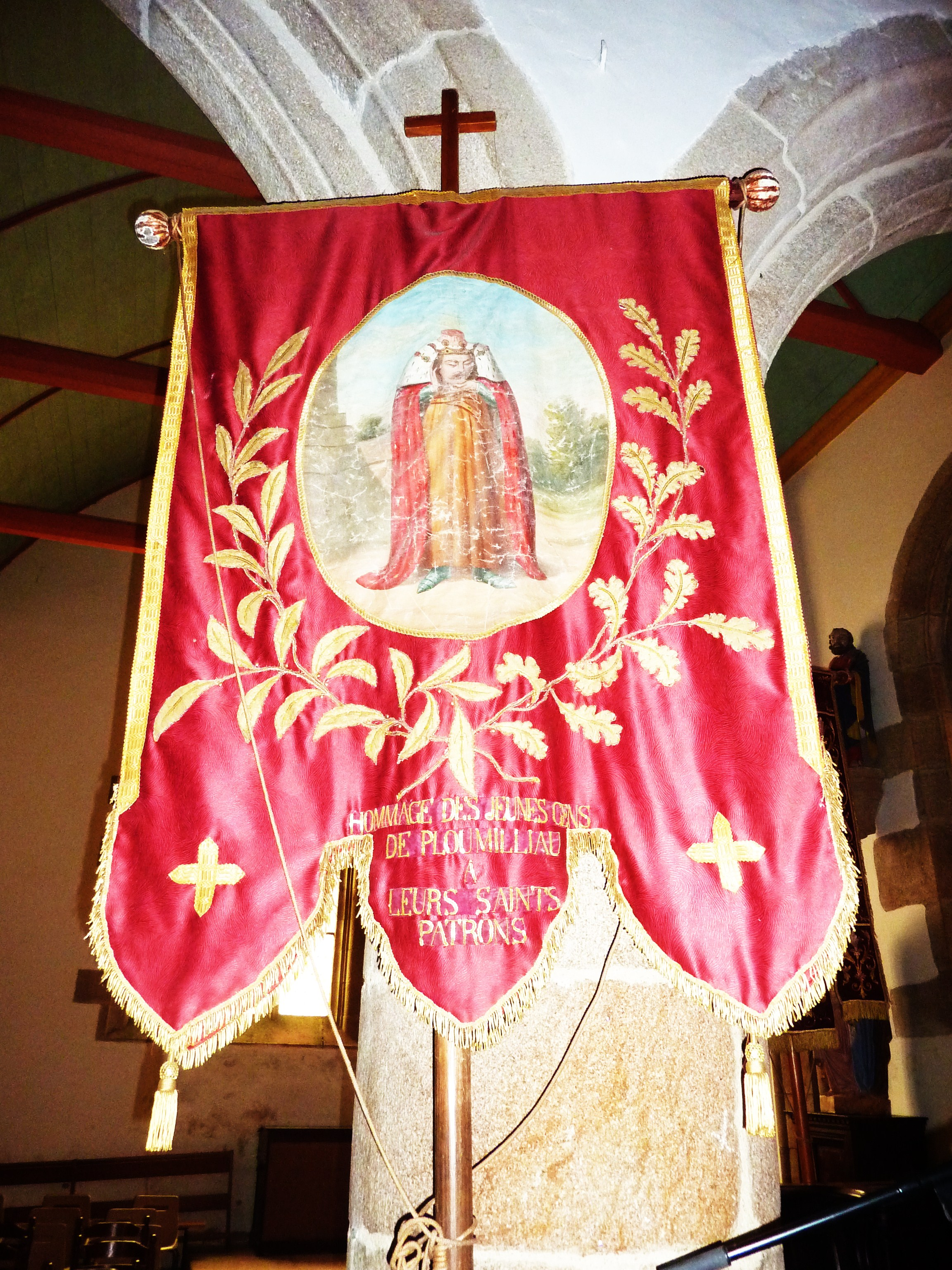
聖ミリオーの旗
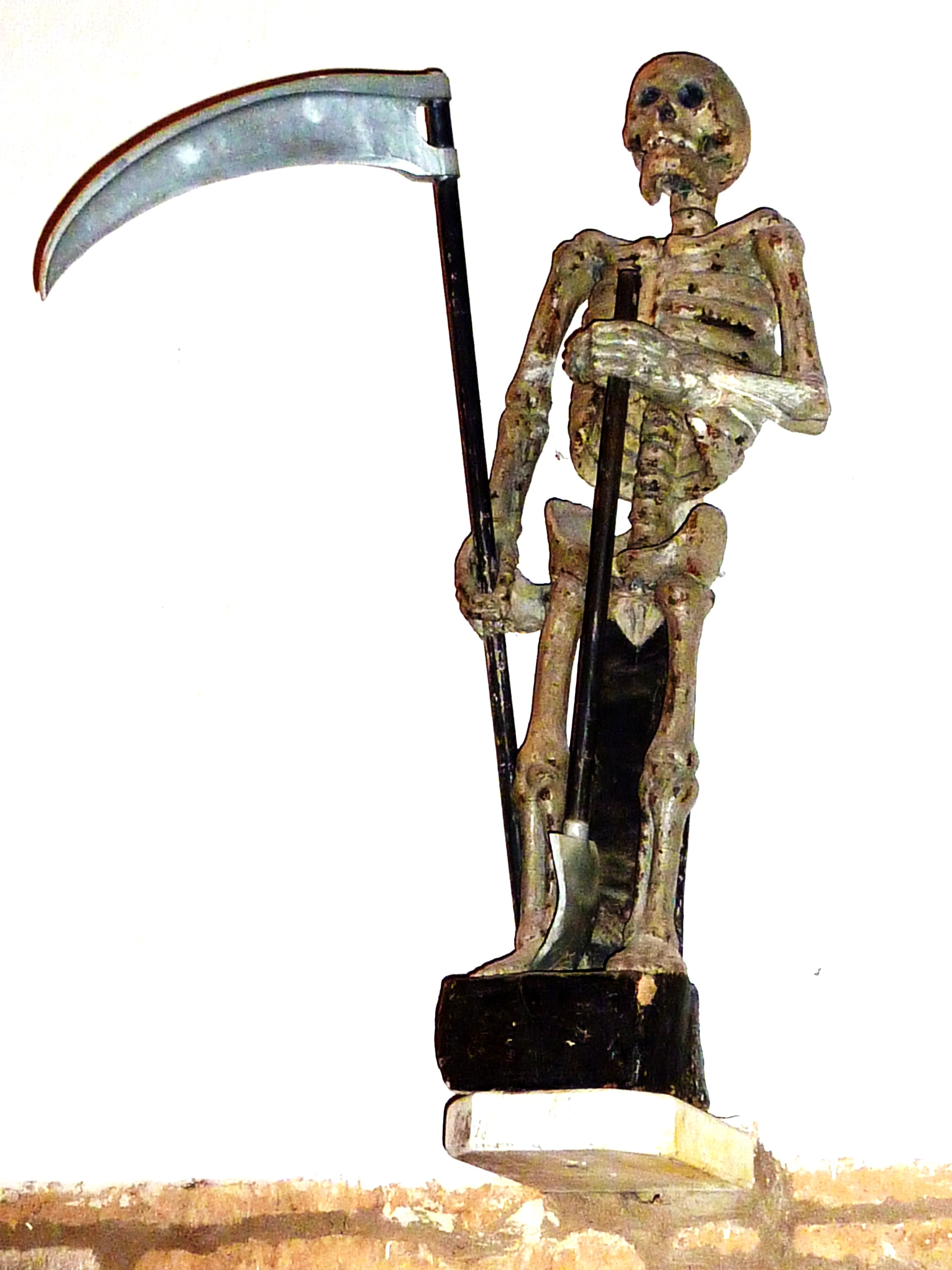
アンクー
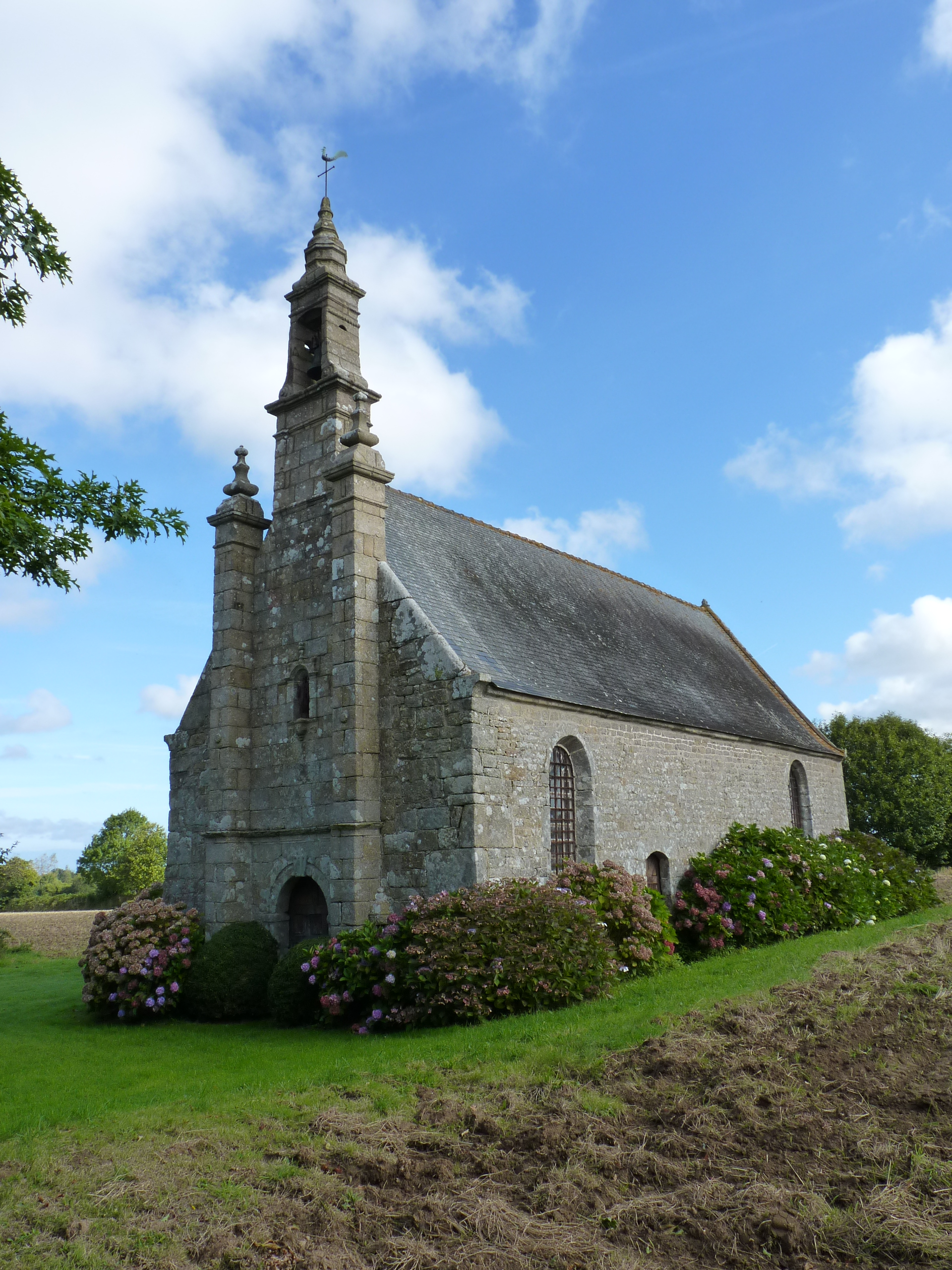
サン・カド礼拝堂